# Amblecote
Amblecote är en ort i distriktet Dudley, i grevskapet West Midlands, i England. Ward hade 12 927 invånare år 2021. Amblecote var en civil parish från 1866 till 1966 då den blev en del av Stourbridge och Dudley. Civil parish hade 3 009 invånare år 1961. Amblecote var ett distrikt från 1898 till 1966 då den blev en del av Stourbridge och Dudley. Byn nämndes i Domedagsboken (Domesday Book) år 1086, och kallades då Elmelecote.